# Gérard Schivardi
Gérard Schivardi (født 17. april 1950 i Narbonne i departementet Aude i den nuværende region Occitanie i det sydlige Frankrig) er en murer og socialistisk og senere trotskistisk politiker, der har været kandidat til posten som Frankrigs præsident.

## Formand for murerforbundet i Aude
Fra 1973 til 1988 var han formand for murerne i departementet Aude.

## Borgmester i Mailhac
I 1975 tilsluttede Gérard Schivardi sig Socialistpartiet. I 1989 valgte dette parti ham ind i byrådet i landsbyen Mailhac i departementet Aude, hvor han blev viceborgmester i 1995 og borgmester i 2001. Han blev genvalgt som borgmester i 2008.
I 2002 mødte han den  trotskistiske præsidentkandidat Daniel Gluckstein, der fik til at støtte sig ved præsidentvalget samme år.
I 2004 blev han 'uafhængig socialist'. I 2008 blev han genvalgt som borgemester i Mailhac.
I 2005 anbefalede han et fransk nej til EU's forfatningstraktat
Gérard Schivardi blev medlem af i Det uafhængige arbejderparti (POI) (et nyt trotskistisk parti), da dette parti blev dannet i 2008.

## Partiløs præsidentkandidat i 2007
I 2007 støttede trotskistiske Arbejdernes parti den dengang partiløse Gérard Schivardi ved præsidentvalget. 
Han førte valgkamp for bedre forhold de små kommuner, og han fik tilnavnet 'borgmesternes kandidat'. 
Han fik 0,34 procent af stemmerne (123.540 stemmer) og blev derved den kandidat, der opnåede færrest stemmer ved valget. 